# Ceratosphaerella
Ceratosphaerella — рід грибів родини Magnaporthaceae. Назва вперше опублікована 2008 року.

## Класифікація
До роду Ceratosphaerella відносять 2 види:
- Ceratosphaerella castillensis
- Ceratosphaerella rhizomorpha